# Sila (gebergte)
Sila is de naam van een gebergte in de Zuid-Italiaanse regio Calabrië dat zich uitstrekt over de provincies Catanzaro, Crotone en Cosenza. De oppervlakte van het gebied is 1700 km² en de gemiddelde hoogte 1300 meter. De hoogste toppen zijn Monte Botte Donato (1928 m.), Monte Nero (1881 m.) en Monte Curcio (1788 m.). Van noord naar zuid is het onderverdeeld in: Sila Greca, Sila Grande en Sila Piccola. Delen ervan behoren tot het Nationaal park Sila (Parco Nazionale della Sila). Symbool van het park is de wolf die veelvuldig in het gebied voorkomt.
De grootste plaatsen in het gebergte zijn San Giovanni in Fiore en Petilia Policastro. Het gebied telt vier grote stuwmeren: Lago d'Ampolino, Lago di Cecita, Lago Arvo en Lago di Ariamacina. De belangrijkste rivieren zijn de Crati, de Neto en de Tacina.

## Foto's

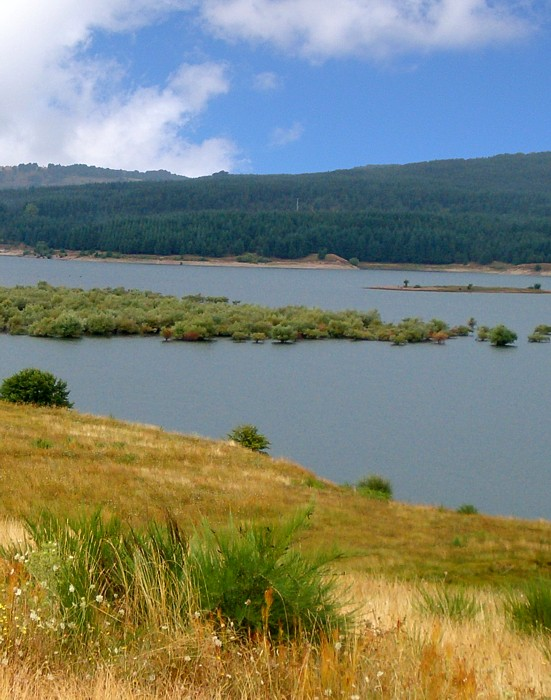
Lago di Cecita

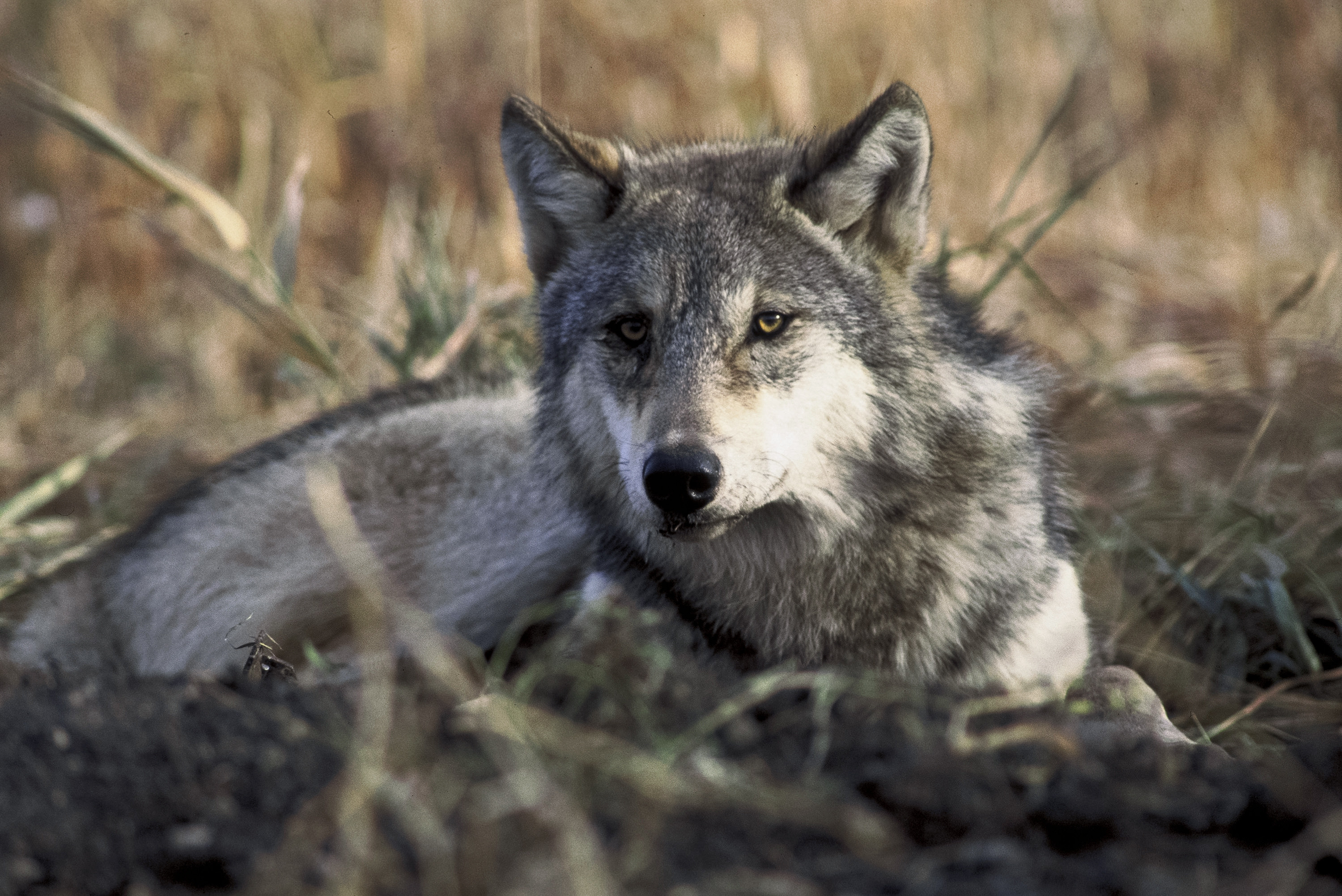
Wolf